# Carlos Cidreira
Carlos Cidreira, mais conhecido como Copeu (Salvador, 26 de setembro de 1943) é um ex-futebolista brasileiro, que atuava como atacante.

## Carreira
Copeu começou a carreira no Botafogo da Bahia.
No início de 1964, foi convidado para um período de experiência no Palmeiras, onde Copeu realizou apenas uma partida entre os titulares do alviverde, no empate em 0x0 contra o São Bento de Sorocaba, um amistoso realizado no domingo de 24 de maio de 1964, no antigo Estádio Humberto Reale. Adquirido por 10 milhões de cruzeiros, não se adaptou e em junho do mesmo ano, acertou por empréstimo com o Esporte Clube São Bento para disputar o Campeonato Paulista de 1964. Retornou ao Palmeiras no ano seguinte, mas foi emprestado novamente ao São Bento, onde foi efetivado no time titular do clube e ficou até 1966.
Em 1967, foi emprestado ao Santos, onde atuou em 8 jogos anotando 2 gols.
Copeu voltou ao São Bento e disputou os dois turnos do Campeonato Paulista de 1968 e foi convocado para Seleção Brasileira. No início do segundo semestre, seu passe foi adquirido pelo Palmeiras, onde conquistou o título mais importante de sua carreira: o Campeonato Brasileiro de 1969. Pelo Verdão, onde ficou até 1971, Copeu fez 122 jogos, com 69 vitórias, 30 empates e 23 derrotas e marcou 16 gols.
Após sair do Palmeiras, passou pelo Sport Recife.
Em 1972, voltou ao São Bento e no mesmo ano também disputou o Campeonato Brasileiro pelo Clube do Remo.
Na sequencia, acertou com o Comercial de Campo Grande, onde jogou entre 1973 e 1979 e encerrou sua carreira, sendo o maior artilheiro da história do clube, com 78 gols.

## Títulos
Palmeiras
- Campeonato Brasileiro: 1969
- Troféu Ramón de Carranza: 1969

Seleção Brasileira
- Taça Oswaldo Cruz: 1968

EC Comercial
- Campeonato Mato-Grossense: 1975